# Isidor Neumann
Isidor Neumann, Edler von Heilwart Heilwart (Miroslav, 2 marzo 1832 – Bad Vöslau, 31 agosto 1906) è stato un dermatologo austriaco.

## Biografia
Fu allievo presso la cosiddetta Scuola di dermatologia di Vienna sotto Ferdinand Ritter von Hebra (1816-1880), conseguendo il dottorato nel 1858. Nel 1863 conseguì la sua abilitazione e nel 1873 divenne professore associato. Nel 1881 fu nominato professore di dermatologia e successore di Carl Ludwig Sigmund (1810-1883) come direttore della clinica per la sifilide.
In una pubblicazione del 1886, Vierteljahrsschrift für Dermatologie und Syphilis, descrisse un tipo di pemfigo vulgaris, che in seguito divenne noto come Pemfigo vegetans di Neumann. Fu anche il primo a pubblicare uno studio dettagliato Über die senilen Veränderungen der Haut des Menschen, che spiega come la pelle invecchia.

## Opere
- Lehrbuch der Hautkrankheiten, 1869.
- Ueber eine noch wenig bekannte Hautkrankheit. in Vierteljahrsschrift für Dermatologie und Syphilis, Vienna, 1875, 2: 41-52.
- Ueber Pemphigus vegetans (frambosioides). in Vierteljahrsschrift für Dermatologie und Syphilis, Vienna, 1886, 13: 157-178.
- Syphilis in Hermann Nothnagel Handbuch der speciellen Pathologie und Therapie. Volume VIIIV, Vienna, 1896 [24 volumes 1894-1905].[1]